# هامش ساكن
الهامش الساكن هو مفهوم يتم استخدامه لوصف استقرار الطائرات والصواريخ وتحكمها الثابت.
- في مجال تحليل الطائرات، يتم تعريف الهامش الساكن كمسافة بين مركز الثقل والنقطة المحايدة في الطائرة.
- في مجال تحليل الصواريخ، يتم تعريف الهامش الساكن كمسافة بين مركز الثقل ومركز الضغط.

تنشأ الاختلافات بين المجالين من استخدام الأجنحة المحدبة في الطائرات. فالصواريخ هي المركبات المتماثلة وإذا كان بها جنيحات فهي متماثلة أيضًا. فبوجود الأجنحة المحدبة يشكل موضع مركز الضغط في الأجنحة عاملاً قويًا لزاوية المواجهة- انظر حركة مركز الضغط.
ويتم تحديد رد فعل الطائرة أو الصواريخ نحو الاضطراب الزاوي مثل اضطراب درجة الميل أو الانحدار بواسطة الهامش الساكن.
في حالة تقدم مركز ثقل النقطة المحايدة، يكون للطائرة استقرار طولي ثابت إيجابي. (قد يتم اعتبار ذلك هامشًا ساكنًا سلبيًا بالنسبة للطائرات.) وفي حالة تأخر مركز ثقل النقطة المحايدة، تكون الطائرة غير مستقرة استاتيكيًا، ويتطلب هذا الأمر شكلاً من أشكال التعزيز حتى تطير بحمل عمل مقبول. (قد يتم اعتبار هذا هامشًا ساكنًا إيجابيًا بالنسبة للطائرة.)
أما في حالة الصواريخ، يعني الهامش الساكن الإيجابي أن المركبة بكاملها تقوم بعزم استعادة لأي زاوية مواجهة من موضع التهيؤ. وإذا كان مركز الضغط خلف مركز الثقل، فسيتم استعادة العزم. وبالنسبة للصواريخ المزودة بجنيحات متماثلة، فإن النقطة المحايدة ومركز الضغط يكونان متطابقين ولا يتم استخدام مصطلح النقطة المحايدة.
وإذا واجهت الطائرة في حالة الطيران اضطرابًا في درجة الميل والانحدار يسبب زيادة (أو نقصًا) في زاوية المواجهة، فمن المستحسن أن تسبب القوات الإيرودينامية في الطائرة انخفاضًا (أو نقصًا) في زاوية المواجهة لكي لا يتسبب الاضطراب في زيادة مستمرة (أو نقص) في زاوية المواجهة. وهذا هو الاستقرار الطولي الثابت.

## العلاقة بين استقرار الطائرة وتحكمها والصواريخ
- إذا كان مركز ثقل (CG) الطائرة إلى الأمام من النقطة المحايدة، أو أن مركز ثقل الصاروخ إلى الأمام من مركز الضغط، فإن المركبة ستستجيب للاضطراب عن طريق تقليل العزم الإيرودينامي الذي يعيد زاوية المواجهة بالمركبة إلى الزاوية التي كانت قبل حدوث الاضطراب.
- إذا كان مركز ثقل الطائرة خلف النقطة المحايدة، أو أن مركز ثقل الصاروخ خلف مركز الضغط، فإن المركبة ستستجيب للاضطراب عن طريق تقليل العزم الإيرودينامي الذي يواصل دفع زاوية المواجهة بالمركبة بعيدًا عن موضع البداية.

وتعتبر الحالة الأولى أعلاه استقرارًا طوليًا ثابتًا. في تحليل الصواريخ، يتم وصف ذلك كهامش ساكن إيجابي. (ولكن في تحليل الطائرات، قد يتم وصف هذا الأمر بهامش ساكن سلبي.)

وتعتبر الحالة الثانية أعلاه استقرارًا ثابتًا سالبًا. في تحليل الصواريخ، يتم تعريف ذلك بالهامش الساكن السلبي. (ولكن في تحليل الطائرات، قد يتم وصف هذا الأمر بهامش ساكن الإيجابي.)
واعتمادًا على الهامش الساكن، قد لا يكون البشر قادرين على استخدام مدخلات التحكم إلى الروافع للسيطرة زوايا الميل والانحدار للمركبة. وبشكل عام، يتطلب الأمر طيارًا آليًا قائمًا على الحواسيب للتحكم بالمركبة عندما يكون الاستقرار الساكن سالبًا - يوصف عادةً بالهامش الساكن السلبي.
الغرض من الاستقرار المنخفض (هامش ساكن منخفض) هو جعل الطائرة أكثر استجابة لمدخلات الطيار. حيث إن الطائرة ذات هامش ساكن كبيرة ستكون مستقرة جدًا وبطيئة في الاستجابة لمدخلات الطيار. ويعد حجم الهامش الساكن عاملاً مهمًا في تحديد نوعيات التعامل في الطائرة. وبالنسبة للصاروخ غير الموجه، يجب أن يكون للمركبة هامش ساكن إيجابي كبير حتى يظهر الصاروخ الحد الأدنى للميل ليبعد من اتجاه الطيران الممنوح له عند الإطلاق. في المقابل، عادةً ما يكون للصواريخ الموجهة هامش ساكن سلبي لزيادة القدرة على المناورة.